# George Hay, 7. Earl of Erroll
George Hay, 7. Earl of Erroll († 30. Januar 1574) war ein schottischer Adliger und Politiker.
Er war der einzige Sohn des Thomas Hay, Laird of Logie, aus dessen Ehe mit Margaret Logie. Sein Vater war der jüngere Sohn des William Hay, 3. Earl of Erroll und fiel 1513 in der Schlacht von Flodden Field.
1541 erbte er beim Tod seines Neffen zweiten Grades William Hay, 6. Earl of Erroll dessen Titel als Earl of Erroll und Chief des Clan Hay und wurde durch die damit verbundenen Würden nach der Königsfamilie zum ranghöchsten Mann in Schottland.
Er war ein wichtiger Unterstützer der schottischen Königin Maria Stuart und spätestens seit 1561 Mitglied ihres Kronrates. Im April 1567 war er einer der Unterzeichner des Ainslie Tavern Bond, einem Dokument, in dem die Heirat von Maria Stuart und dem Earl of Bothwell akzeptiert wurde. Nachdem Maria Stuart im Sommer 1567 gestürzt wurde, weigerte er sich in seinem Erbamt als Lord High Constable of Scotland an der Krönung des neuen Königs Jakob VI. teilzunehmen.
Als er 1574 starb, beerbte ihn sein ältester Sohn Andrew.

## Ehen und Nachkommen
1528 heiratete George Hay Margaret Robertson, die Tochter von Alexander Robertson of Struan (Chief des Clan Robertson). Aus der Ehe gingen sieben Kinder hervor: 
- Lady Elizabeth Hay, ⚭ William Keith, Master of Marischal († 1580) (Sohn des William Keith, 3. Earl Marischal († 1581))
- Andrew Hay, 8. Earl of Erroll
- Lady Margaret Hay, ⚭ Laurence Oliphant, 4. Lord Oliphant
- John Hay
- Laurence Hay
- George Hay
- Lady Beatrice Hay, ⚭ William Hay of Delgaty

1561 heiratete er Helen Bruce, mit der er eine Tochter hatte:
- Lady Elizabeth Hay, ⚭ I) Sir John Leslie, ⚭ II) James Balfour, 1. Baron Balfour of Glenawley